# Cracow
Cracow – miejscowość w Australii, w stanie Queensland, położona nad rzeką Dawson,  485 km na północ od Brisbane. Nazwę Cracow nadał jej w marcu 1851 farmer John Ross, przypuszczalnie dla uczczenia polskiego Krakowa, aczkolwiek nie są znane powody, dla których Ross pragnął wyróżnić Kraków.
Cracow był osadą pasterzy (1851–1875) i od 1875 r. poszukiwaczy złota. Pierwsze pokłady złota znaleziono w 1875 r., ale później trafiano jeszcze sporadycznie na pojedyncze bryłki. Trzej pierwsi odkrywcy złota w Cracow, w 1875 r. uzyskali koncesję na przeszukanie całego terenu, ale bardzo szybko porzucili go, gdy rozpoczęła się „gorączka złota” w Ready Creek.
W 1931 r. Charlie Lambert odkrył żyłę złota, którą nazwał Surprise („Niespodzianka”) i w związku z tym założył kopalnię złota, która czynna była do 1976 r. Kopalnia wydobyła łącznie 275 tysięcy uncji złota.
Cracow w szczytowym okresie wydobywania złota nie był wielką miejscowością. Do obsługi mieszkańców wystarczał jeden fryzjer, salon bilardowy, kino, fabryka napojów chłodzących, dwóch rzeźników, ale za to aż pięć pubów.
Po wyczerpaniu pokładów złota miasto opustoszało. Według spisu ludności z 2006 r. miasteczko liczyło 123 mieszkańców, w tym 62 mężczyzn i 61 kobiet. W tej liczbie mieściło się osiadłych tu na stałe 16 Aborygenów, stanowiących 13% wszystkich mieszkańców, co jest stosunkiem bardzo wysokim, bowiem Aborygeni stanowią nieco ponad 2% całej ludności Australii.
Średni wiek mieszkańców Cracow wynosi 31 lat (w całej Australii: 37).